# 싱스트릿
《싱스트릿》은 2021년에 KBS1에서 방송된 음악 프로그램이다.